# 桂マサ子
桂マサ子（かつら まさこ、1913年 - 1995年）は、日本出身でアメリカで活躍したビリヤード選手。ニックネームは「カツィ（Katsy）」。「ビリヤード界のファーストレディ」とも呼ばれた。1950年代に流行したキャロム・ビリヤードを得意とした。桂は、当時極度の男性社会であったプロビリヤード界に女性が進出する先駆けとなった。最初の師匠は一番上の姉の夫で、次いで日本チャンピオンの松山金嶺が師匠になった。松山の指導の下、桂は日本でただ一人の女性プロビリヤードプレーヤーになった。日本では、スリークッション制のビリヤード大会で2位を3回取った。
1950年に在日米軍の陸軍士官と結婚し、1951年に夫と共に渡米、1952年の世界スリークッションチャンピオンシップに特別出場し、10人中7位となった。桂は世界トーナメントに出場した初の女性となった。これで有名となり、世界チャンピオン8回のコクラン、世界チャンピオン51回のホッペとの米国エキシビジョンツアーを行っている。1953年の世界スリークッションチャンピオンシップでは5位、1954年には4位となった。
その後、たまたまアメリカでスリークッションの人気が低迷してしまい、桂はしばらく試合に姿を見せなかった。1958年にはハロルド・ワーストとのエキシビジョンマッチを30回おこなったが、トーナメントには出場していない。1959年には、ABCの『You Asked for It』、CBSの『What's My Line?』という2つの番組でテレビ出演している。1961年には世界スリークッションチャンピオンを賭けてハロルド・ワーストと対戦するが、敗れている。その後は、ビリヤード本の著者ロバート・バーンが1976年のちょっとしたエピソードを披露している他には、記録がない。1990年に日本に戻り、1995年に死去。

## 生涯と戦歴

### 若き日
桂の幼年時代のことは詳しくは分かっていない。桂家は4人姉妹で、マサ子は次女だった。12歳の時に父が亡くなり、桂は結婚していた姉夫婦と暮らし始めた。姉の夫コバシ・トミオ はビリヤードパーラーを経営しており、桂は13歳まで義兄のビリヤードパーラーで遊んでおり、14歳から係員として働き始めた。義兄は優れたプレーヤーでもあり、桂にキャロム・ビリヤード各種目の基礎を教えた。桂がビリヤードに熱中したため、家族は桂のために自宅にもビリヤード台を用意した。桂は熱心に練習し、すぐに日本の男性と張り合えるだけの腕を付けた。15歳の時、日本でストレートレールトーナメントで優勝した。後のインタビューで桂は、その後プロに転向し、日本、中国、台湾へ遠征を始めた、と語っている。マサ子の2人の妹、典子とタダコも、別の年の女子ストレート・レールトーナメントで優勝している。
1937年（昭和12年）、桂は全日本スリークッション選手権で数回優勝経験があるプレーヤー、松山金嶺と出合った。松山は1934年（昭和9年）のアメリカチャンピオンである。松山は桂のプレーに感動して、トップレベルの技術を伝授し、桂は第4回全日本スリークッション選手権（1941年）では松山金嶺に次いで準優勝した:308。1947年の時点で、桂は日本で唯一の女性プロビリヤード選手だった。その年、桂はアメリカ軍人のヴァーノン・グリーンリーフ（Vernon Greenleaf）の目に留まった。グリーンリーフの軍歴は22年で、アメリカ陸軍需品科に所属していた。

### 結婚と日本での活躍
グリーンリーフと初めて出会ったのは、桂が東京のクラブでビリヤードコーナーを担当しているときだった。グリーンリーフは桂からレッスンを受け、彼女に急速に惹かれていった。1949年（昭和24年）春には8年ぶりの第5回全日本スリークッション選手権が開催され、桂は小方浩也に次いで準優勝した。第7回（1950年（昭和25年））では5位入賞。2人が結婚したのは1950年（昭和25年）11月30日である。2人の間には子がいなかった。また、このころ桂はあるストレートレールの大会で1万点の連続得点記録を達成した。この4時間半のゲームにおいて3回以上クッションしたショットは27回であった。アメリカに来る前年にはスリークッションビリヤードで1イニングに19点を出したこともある。第8回全日本スリークッション（1951年（昭和26年））でも5位に入賞した。

### アメリカへの移転
1951年（昭和26年）、桂の夫グリーンリーフは羽田陸軍航空隊基地からアメリカ国内へと転属になった。桂は英語をほとんど話せなかったが、アメリカの軍艦ブレッキンリッジ号に乗り、1951年12月の終わりにサンフランシスコに到着した。翌年3月6日には、その年の世界スリークッションビリヤードトーナメントがサンフランシスコで行われる予定であった。このトーナメント会場のオーナーであるウェルカー・コクランが松山から桂の評判を聞いていたため、桂はこの大会に暫定的に招待されていた。コクランはスリークッションで6回、18.2ボークラインにて2回にわたり世界大会優勝経験を持つプレーヤーでもあった 。またコクランは、桂の腕前を見るため息子のW・R・コクラン(海軍士官として日本に駐留していた)を桂の元によこして、「この子は父さんよりも上手いよ！」という返事を受け取っていた。最終的な出場の決定権を持っていたのは、スポンサーであるアメリカビリヤード評議会であったが、評議会もコクランに招待するかどうかの決定を任せた。
桂はアメリカに着くと、コクランを訪れ、その腕前を披露した。コクランが、自身の目で桂の実力を確かめるためだった。その時桂は、ストレートレールで300点と400点を出し、コクランによれば「ほとんど信じがたいショット」を決め、スリークッションでも連続得点による確かな実力を見せつけた。コクランは招待の最終決定を行い、「彼女(桂)は、今まで見たことがないくらいに素晴らしい (……) 相手が何者でも、ウィリー・ホッペにさえも、勝てる力がある (……) 弱点が見当たらない (……) 数多くのプレイヤーを脅かすだろう」 と語った。1952年2月、桂は大会へのウォームアップとして多くのエキシビジョンを行っている。

## 1952年世界スリークッションビリヤードトーナメント

### 世界タイトルに挑戦した初の女性
桂の1953年の世界スリークッションビリヤード大会への参加は、女性が世界レベルのビリヤードタイトルを争った初のものとなった。ルース・マクギネスが、女性選手として初めてプロビリヤード大会(1942年ニューヨーク州選手権)に招待されてからわずか10年後のことであった。
大会の前チャンピオンは64歳のウィリー・ホッペで、今回の大会にも出場した。トーナメント以前の下馬評では、ホッペと桂がトーナメントで対戦した場合、50ポイント先取の試合なら桂は10ポイントも獲れないだろうとされていた。桂のプレイを見たホッペは、「彼女は素晴らしいストロークの持ち主で、どちらの手でも打つことができる。彼女と試合できるのを楽しみにしているよ」と語った。観客も、彼女のプレーに魅了された。珍しい女性プレーヤーに観衆は沸き立ち、『ライフ』誌は「キュー(cue)とキュウリ(cucumber)の区別もつかないサンフランシスコの人々が彼女を見に押しかけていた(……)Katy〔ママ〕は(……)すっかり大会を喰ってしまった」と記している。

### 大会概要
このトーナメントでは、桂、松山、ホッペ、ジョー・カマーチョ(メキシコ代表)、ハーブ・ハード(シカゴ代表)、アーサー・ルビン(ニューヨーク代表)、ジョー・プロキータ(ロサンゼルス代表)、レイ・キルゴア(サンフランシスコ代表)、ジェイ・ボーズマン(ヴァレーホ代表)、アービング・クレイン(ビンガムトン代表)の10人による 、ラウンドロビンの総当たり戦で争うこととなった。全45試合がコクランがオーナーを勤める「924クラブ」で行われた。試合は1952年の3月22日まで、17日間にわたって行われた。この試合は「第二次世界大戦前からの最も大規模な大会」と報じられた。1位の賞金は2千ドルに加え数千ドルのエキシビジョン料、以降の賞金は8位までそれぞれ千ドル、700ドル、500ドル、350ドル、300ドル、250ドル、250ドルであった。

### 試合の詳細
桂の初試合は大会2日目 の1952年3月7日、相手はアービング・クレインだった。クレインは参加者一の長身だったので、小柄な桂とは対照的だった。サンフランシスコ・エグザミナーの記者カーリー・グリーブは「ゴールドサテンのガウンを纏った小柄でかわいらしい彼女は、人形のようだった」と語っている。クレインはストレートプールの名手であり、6つの世界タイトルを含む数々の大会で優勝している。試合は接戦だったが、57イニングで50対42 とクレインが勝った。3月10日、桂は58イニングで50対42でハーブ・ハードに勝った。この日、最初は負けていたのだが5イニング目に15ポイントを取って逆転した。3月11日、桂はメキシコ代表のカマーチョに50対35で敗れたが、翌12日には6点・5点・4点の連続得点を決め、プロキータに63イニングで50対43と逆転勝ちしている。観客からは「見事（brilliant）」「驚きだ（sensational）」などの声が挙がった。
3月14日はそれまで無敗のホッペとの対戦だった。36イニングを戦い、50対31で敗れた。ホッペは人気のプレーヤーだったが、500人以上の観客は明らかに桂びいきだった 翌14日は、優勝候補ホッペのライバルと目されていた 桂の師匠の松山だった。スコアは51イニングで50対48と、辛くも松山の勝利だった。21イニング目まで松山は29対21とリードしていた。桂はその後33イニング目に43対42と逆転し、さらに46イニング目に松山が3つのランを出して再逆転した。

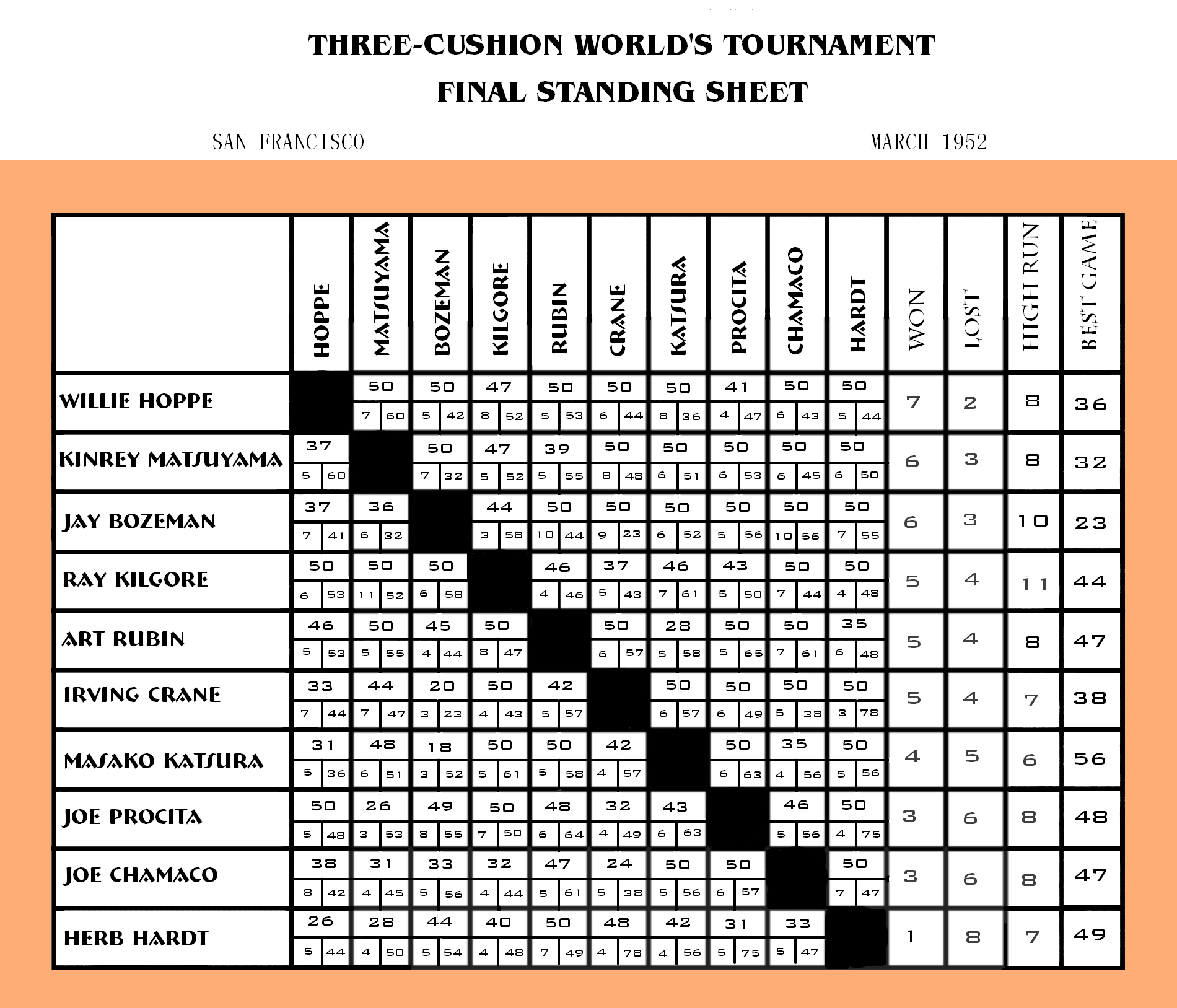
1952年の世界スリークッショントーナメントの最終順位。上の数字はプレーヤーの得点、右下はイニング数、左下は最高ラン。

18日、桂は58イニングでアーサー・ルビンを50対28で破った。20日、ジェイ・ボーズマンに52イニングで50対18で敗れた。21日が桂の最終日で、レイ・キルゴアを61イニングで50対46で敗った。ジャイアントキラーの渾名を持つキルゴアは、松山同様にホッペに引導を渡すことが期待されていた選手であり、この試合はトーナメントで最大の話題となった。桂は優勝候補ホッペに黒星をつけたプロキータ、キルギアを共に破ったことになる。その晩、キルギアとの試合は会場のオーナーコクランの解説で、KRON-TVで特集された。大会は翌22日が最終日で、ホッペが前年のチャンピオンの座を守った。桂は7位だった。
大会後、3位のジェイ・ボーズマンは「我々は女性がビリヤードの世界大会に出場し、勝利を収めることなど考えてもいなかった。ミス・カツラは私が世界選手権で見た最高級のプレーヤーだ」と語り、自身が世界大会で5回優勝している大会主催者のコクランは「あと2,3年もすれば桂の優勝もありえる。マサ子は女性に対して新たな境地を開いた。彼女は男性のように力強く、ストロークは美しい。彼女のボール捌きは幻想的だ。足りないものは経験だけだろう」と語っている。

## エキシビジョン・ツアー
1952年の大会のすぐ後、7年前に引退を宣言していたコクランは、復帰して桂を連れてのエキシビションツアーを開催すると発表した。「このチャーミングなビリヤード界のファーストレディを見たいと言うファンは大勢いるだろうが、そのうちの何人かは夢がかなうだろう」とコクランは言った。2人は1952年4月18日、サンノゼのガーデンシティパーラーで3日間の興行をした。さらにカンザスシティ（5月2-3日）、シカゴ（5月5-11日）、デトロイト（5月中旬）、クリーブランド、バッファロー、ボストン、フィラデルフィア、ダラス、サンディエゴ、ロサンゼルス、とロングビーチを訪問している。試合は100ポイントのストレート・レール、50ポイントのスリークッション、さらに曲芸打ちなどだった。桂は出発前にこう述べている。「このツアーで、私はビリヤードが男性だけのものではないということを証明したい。女性も男性と同レベルのプレーができるのだと。」
ビリヤードチャンピオンで、コクランの924クラブのパートナーでもあるテックス・ツィマーマン と、プールハスラーの名で知られるダニー・マッグーティがツアーの計画を立てた。彼らは桂に異国風で魅力的な衣装を用意した。ツィマーマンの妻は桂のためにタイトな着物を縫い、そのすそには長いスリットを付け、ハイヒールを履かせた。桂は小柄であり、体重88–92ポンド (40–42 kg)、身長5フィート (1.5 m)程度で、標準サイズのキューと同じくらいだった。マッグーティは後に「マサ子はキュートだった。当時39歳だったが、29に見えた。彼女はテーブルの周りをハイヒールで素早く動き、ファンに微笑を向けており、誰からも愛された」と語っている。
しかし、桂の魅力は何と言ってもそのプレーにあった。コクランはツアー終了後、世界クラスのプレーヤーであるマッグーティに対し「君が彼女の相手だったら苦労しただろうね」と語っている。後、2人は実際に対戦した。試合前から大評判でマッグーティは「観戦希望の連中はトイレの椅子の席さえ買いかねない勢いだったよ」と語っている。試合後には桂を評して「彼女には苦労したよ。私は精一杯のプレーをし、考えうる限りの汚い手も使ってみたんだがね、それでも彼女に10試合中5勝できたのは幸運だった。彼女が単なるかわい子ちゃんだと少しでも頭の中によぎったやつは、まずは勝てないだろうね」と語っている。
時にツアーのチケットが売れないときもあり、コクランは苦しんだ。かつて1945年のコクランとホッペの試合のチケットは13都市で売り切れており、NEAのスポーツ記者ハリー・グレイソンは、ビリヤード人気そのものが落ち込んでいると語っている。ツアーは必ずしも満席ではなかったが、桂はカリフォルニアに戻ると同時に有名選手とのエキシビジョンマッチを続けた。1953年1月、桂はサンフランシスコで1週間の日程でキルゴアとの試合を組んだ。試合は一進一退で、12日の初試合では桂が7対10で勝ったが、次の試合ではキルゴアが勝った。2つの試合のトータルスコアは桂349、キルゴア379だった。
1953年2月には、コクランと彼のクラブでエキシビジョンマッチを行った。また、3月26日からの大会に備えて、2月後半からホッペと全国を回るツアーをした。30日間のアメリカ北東部でのツアーでは、シカゴやボストンなどを回った。桂の夫も通訳として同行した。桂は4試合で1勝を上げ、一流プレーヤーの地位を安定なものとした。

## 1953年から1954年

### 1953年世界スリークッショントーナメント
1953年の大会は、前大会優勝のホッペが引退していたため、誰が優勝するかで話題となった。会場はシカゴのシェラトンホテルにあるシカゴタウンクラブで行われた。参加者11人のうち、メキシコのカマーチョ、桂、松山、ヴァレーホのボーズマン、シスコのキルゴア、ロスのプロキータ、ニューヨークのルビンの7人は連続出場した。そこにグランドラピッズのハロルド・ワースト、ハリウッドのジョン・フィッツパトリック、ミネアポリスのメル・ランドバーグ、アルゼンチンのエゼキエル・ナバラが加わった。ナバラはその年のキューバ、コロンビア、ペルー、アルゼンチンの大会で優勝しており、スリークッションで全1120イニング、1295点を出しており、通算アベレージは1.16だった。
桂は最初の試合でランドバーグを71イニングの50対44で破った。松山には39イニングの50対37で敗れた。ルビンにも52イニングの50対37で敗れた。フィッツパトリックには50イニングで50対38で勝利。さらにカマーチョにも56イニングで50対44で勝利。この試合では8ランを達成した。ナバラも43イニングで50対40で破った。キルゴアには42イニングで50対41で敗れた。ハロルドにも52イニングで50対4と敗れた。ボーズマンには60イニングで50対48で勝利、これが最終試合だった。戦績は5勝5敗、順位は6位だった。この大会では前年2位の松山が6位に終わっている。優勝はキルゴア、2位はナバラとボーズマンが同位だった。

### エキシビジョンと松山の死
1953年の世界大会の後、桂と松山はカリフォルニアのロングビーチでエキシビジョンを行った。100ポイントのボークライン、40ポイントのスリークッション、トリックショットが行われた。桂はボークラインで100対11、100対3と師匠を打ち負かしたが、3クッションでは40対34、40対39と2試合とも松山が勝った。その後松山は日本に戻り、1953年12月20日に死んだ。松山はアメリカ市民権を取って家族と共にハワイのホノルルでビリヤードパーラーを開くつもりだった。松山は生徒に数多くの日本のトッププレーヤーを持っており、桂もその一人だった。
桂は1953年3月12～17日、サンフランシスコでレイ・キルゴアとのエキシビジョンマッチを組んだ。試合は600ポイント制のスリークッションだった。試合は600対547でキルゴアが辛くも勝った。試合後キルゴアは「彼女は本当にすばらしい」と語っている。翌週、桂はコクランとエキシビジョンを行い、45イニングで50対33で破っている。

### 1954年世界スリークッショントーナメント
この年の大会はブエノスアイレスで8人で行われた。桂、ジャクソンのレイ・ミラー、ハロルド・ワースト、アルゼンチンのフアンとエセキエルのナバラ兄弟、復帰参戦のコクラン、カマーチョ、前優勝のキルゴアだった。女性参加はまたも桂一人だった。初戦でミラーに76イニングで60対47で勝ち、シャマコにも60対55で勝ったが、エセキエルには48イニングで60対28で負けた。フアンには77イニングで60対52で勝ち、桂は4位だった。優勝はワーストとエセキエルのプレーオフとなり、最終的にワーストが優勝した。

## 1955年から1961年

### 執筆とエキシビジョン
桂は1958年までの5年ほどは試合に出ていない。桂はその間に日本語で『撞球上達法 (1956)』を出している。なお、桂は1952年にも教則本『撞球入門』を出している。1958年にはエキシビジョンを30ほど行っている。1959年2月9日、桂はハロルド・ワーストと1200ポイント制のエキシビジョンマッチをシカゴのランドルフレクレーションで行った。続いてフィラデルフィアでも50ポイント制のスリークッションを6試合行い、さらにニューヨークでも行った。

### テレビ出演
1959年3月1日、桂はCBSの人気番組『ホワッツ・マイ・ライン』に出演した。番組は、パネリストがヒントを頼りに特別ゲストの名前を当てる、というものであり、パネリストのアルレーン・フランシスは桂が黒板に日本語で名前を書き、「プロビリヤードプレーヤー」と明かした段階で名前を当てたが、フランシスは「カツラの名は聞いたことがあるが、写真を見たことはない」と正直に答えている。
同じ月、桂はABCの『ユー・アスク・フォー・イット』にも出演し、西部劇番組が作られる様子を見学した。桂は1960年11月25日の『ユー・アスク・フォー・イット』にも登場し、今度はトリックプレーなど桂ならではの活躍を披露した。

### 1961年タイトルマッチ
その後、スリークッションの人気が低迷し、世界大会が開かれなかった。そこで1954年のチャンピオン、ハロルド・ワーストは、自らが防衛戦を企画し、1961年3月13～18日にミシガンのグランドラピッドのホテルで賞金2000ドルの試合を桂に挑んだ。ワースはスリークッションの試合を6つ組み、350対276で桂に勝利した。

## 1961年以後
それ以降、桂の話はあまり伝わらなくなった。マッグーティはいろいろなビリヤードサークルや桂の夫などから引退の理由を聞き、残念だと述べている。なお、桂の夫は1967年になくなっている。
1976年、桂はサンフランシスコのPalace Billiardsを訪れ、そこに居合わせた、ビリヤードの著書が多いロバート・バーンの要望に応じて、即席で腕前を披露した。桂は人からキューを借り、ストレートレールでノーミスで100ポイントを達成した。
1990年、桂は妹の典子と住むため、日本に戻った。1995年、死去。
2002年9月には東京で「桂メモリアル 第1回レディーススリークッショングランプリ」が開催された。

## 著書
- 撞球入門　（1952年発行/川津書店）桂マサ子の口述筆記（同書p.224より）
- 撞球上達法　（1956年発行/川津書店）
- 撞球入門―四つ球からスリークッション上達秘訣・急所図解　（1960年発行/星文館）